# Ampanihy (Miandrivazo)
Ampanihy è una città e comune del Madagascar situata nel distretto di Miandrivazo, regione di Menabe. 
La popolazione del comune rilevata nel censimento 2001 era pari a 3 783 unità.